# These New Puritans
These New Puritans is een Britse artrockband afkomstig van Southend-on-Sea. De groep bestaat uit Jack Barnett (songwriter, producer, zanger, multi-instrumentalist), zijn tweelingbroer George Barnett (drums, loops), Thomas Hein (basgitaar, sampler, drums), en Sophie Sleigh-Johnson (keyboards, sampler). De band heeft drie albums uitgebracht: Beat Pyramid, in 2008, Hidden, in 2010 en Field Of Reeds in 2013

## Geluid
In een interview uit 2008 vertelde Jack Barnett dat de hiphopgroep Wu-Tang Clan, vooral RZA, het eerste album Beat Pyramid beïnvloedde. Andere invloeden zijn de muziek van Aphex Twin en de tekenfilms van de Smurfen.Artrocker beschreef het geluid van These New Puritans als "Sheffield and Berlin synths, '90s alt rock Sonic Youth and Yo La Tengo drones, Underworld beats".

## Discografie

### Albums
- Beat Pyramid (2008)
- Hidden (2010)
- Field of Reeds (10 juni 2013)

### Singles/ep's
- "Now Pluvial" (2006)
- "Navigate, Navigate" (2007) – 12"/download
- "Numbers"/"Colours" (2007) – 7"
- "Elvis" (2008) – 7"/CD
- "Swords of Truth" (2008) – 7"/12"/download
- "We Want War" (januari 2010) – 10"/download
- "Attack Music" (april 2010)